# Albatros (cohete)
Albatros fue el nombre dado a un proyecto soviético de 1974 sobre un transbordador espacial de dos etapas realizado por la OKB-51, y que nunca llegó a materializarse.
Ambas etapas habrían tenido alas y habrían sido reutilizables. La primera etapa, mayor, habría utilizado hidroalas para despegar desde el mar Caspio portando el vehículo que alcanzaría órbita. El despegue desde el mar Caspio permitiría alcanzar una mayor variedad de órbitas que desde los cosmódromos convencionales.
La etapa superior habría usado una ala en delta con una envergadura de 7,9 metros, y su longitud total habría sido de 10,6 metros; sería equivalente al X-20 Dyna-Soar estadounidense.

## Especificaciones
- Carga útil: 30.000 kg a LEO (220 km de altura)
- Empuje en despegue: 7.263,4 kN
- Masa total: 320.000 kg
- Diámetro: 7 m
- Longitud total: 109 m